# Maurice Buret
Maurice Buret   (Sèvres, 21 de maig de 1909 - Septeuil, 23 d'agost de 2003) va ser un genet francès que va competir a mitjans del segle xx.
El 1948 va prendre part en els Jocs Olímpics d'Estiu de Londres, on va disputar dues proves del programa d'hípica amb el cavall Saint Ouen. Va guanyar la medalla d'or en la prova de doma per equips, mentre en la prova de doma individual fou quinzè.
Fou condecorat com a Cavaller de la Legió d'Honor i la Creu de Guerra 1939-1945 per la seva vàlua durant la Segona Guerra Mundial.